# Rivière Saint-Louis (rivière du Loup)
Pour les articles homonymes, voir Saint-Louis et Rivière Saint-Louis.
La Rivière Saint-Louis est un affluent de la rivière du Loup, coulant sur la rive nord du fleuve Saint-Laurent, entièrement dans la municipalité de Saint-Paulin, dans la municipalité régionale de comté (MRC) de Maskinongé, dans la région administrative de la Mauricie, au Québec, au Canada.
Le cours de la rivière Saint-Louis descend généralement vers le nord-est, en zone forestière ou agricole, tout en passant au sud du village de Saint-Paulin.

## Géographie
La rivière Saint-Louis prend sa source d’un ruisseau forestier et agricole dans Saint-Paulin. Cette source se situe à :
- 2,9 km au sud-est du centre du village de Saint-Paulin ;
- 28,3 km au nord-ouest de la rive nord-ouest du lac Saint-Pierre, lequel est traversé par le fleuve Saint-Laurent ;
- 4,3 km au nord du centre du village de Sainte-Angèle-de-Prémont.

À partir de sa source, la rivière Saint-Louis coule sur 7,5 km, selon les segments suivants :
- 2,4 km vers le nord-est dans Saint-Paulin, jusqu’au pont de la route 349 ;
- 1,2 km vers le sud-est, en passant au sud du village de Saint-Paulin, jusqu’à la route 350 ;
- 1,8 km vers le nord-est, jusqu’à la route 350 ;
- 2,1 km vers le nord-est, jusqu’à sa confluence[2].

La rivière Saint-Louis se déverse sur la rive ouest de la rivière du Loup dans Saint-Paulin. La confluence de la rivière Saint-Louis est située à :
- 2,9 km au nord-est du centre du village de Saint-Paulin ;
- 4,1 km au sud-est du centre du village de Charette ;
- 20,0 km au nord-ouest de la rive nord du lac Saint-Pierre.

## Toponymie
Le toponyme rivière Saint-Louis a été officialisé le 9 juillet 1981 à la Commission de toponymie du Québec.